# Isdromas granulatus
Isdromas granulatus là một loài tò vò trong họ Ichneumonidae.